# Buddleja lindleyana
Espèce
Classification APG III (2009)
Le Buddleia de Lindley (Buddleja lindleyana), aussi appelé arbre aux papillons , est un arbuste originaire de Chine et appartenant à la famille des Loganiacées (classification classique) ou des Scrofulariacées (classification phylogénétique).
Il existe deux autres orthographes acceptées de Buddleia, soit avec un y (Buddleya) soit avec un j (Buddleja).

## Historique des dénominations
En chinois, ce buddleia est nommé 醉鱼草 "zuiyucao", morphologiquement « plante enivrant les poissons ».
On trouve une mention de "zuiyucao" 醉鱼草 (dans le sens générique de buddleia) dans le Grand Traité de Matière Médicale ("Bencao gangmu" 本草綱目), rédigé par Li Shizhen dans la deuxième moitié du XVIe siècle.
Le premier occidental a l’avoir récolté et décrit est Robert Fortune, un chasseur de plantes écossais célèbre pour avoir réussi à sortir de Chine des théiers. Il introduisit ce buddleia en Grande Bretagne en 1843. Il a dédié le nom d’espèce à John Lindley (1799-1865) un autre botaniste britannique.

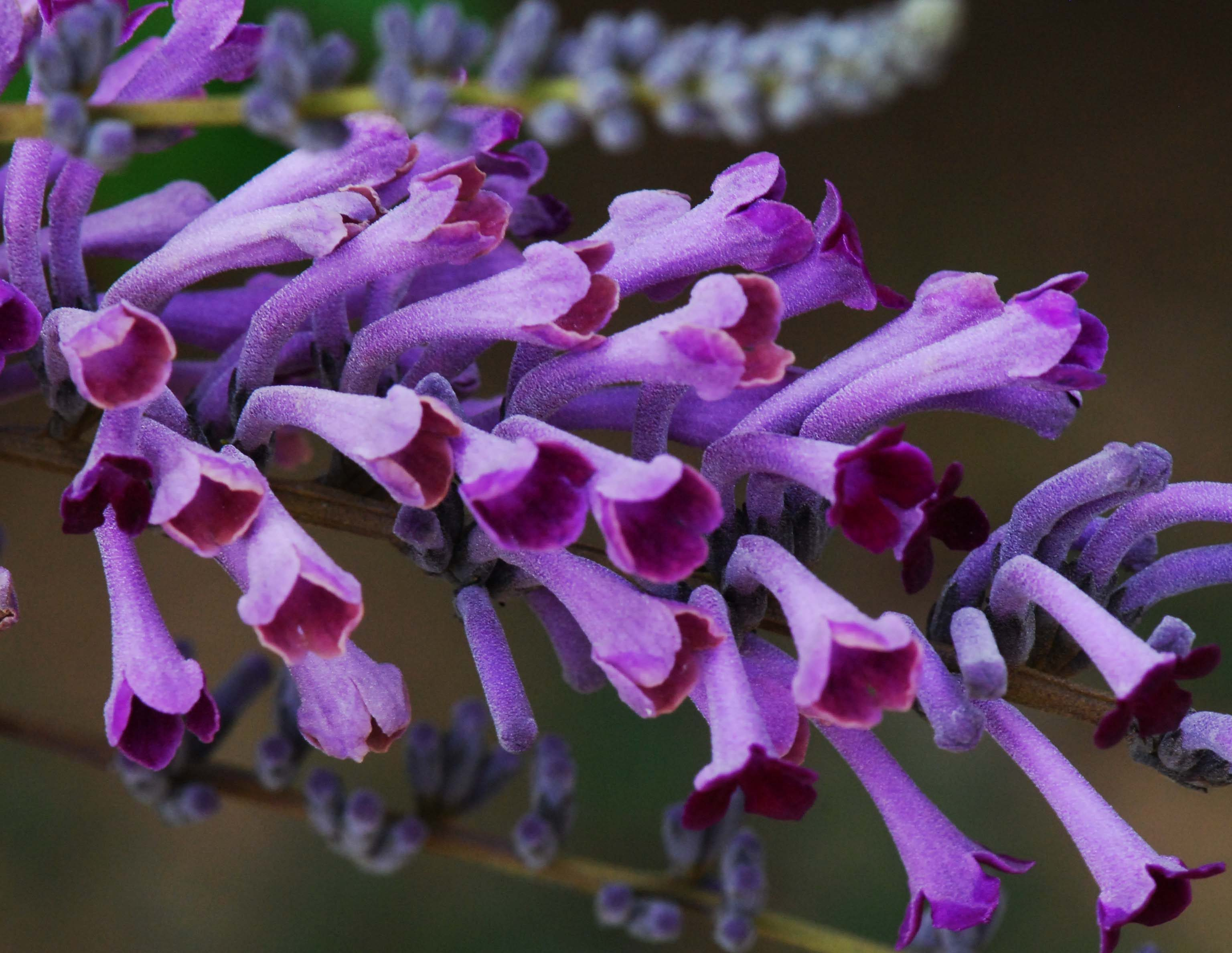
Fleurs

## Description
Le buddleia de Lindley est un arbuste de 1 à 3 m de hauteur, couvert d’une pubescence rouille sur le revers des feuilles et sur l’inflorescence.
Les feuilles, portées par un pétiole court, sont elliptiques de 3-11 × 1-5 cm, à marge entière ou grossièrement sinuée-dentée, à apex acuminé.
Les inflorescences sont des cymes terminales, ayant jusqu’à 20 cm de longueur. La fleur comporte une corolle pourpre de 1,3 à 2 cm de long, avec un long tube courbé, 4 étamines insérées et un ovaire ovoïde.
La floraison s’étale d’avril à octobre.
Les fruits sont des capsules ellipsoïdes.

## Distribution
L'espèce est distribuée dans une douzaine de provinces chinoises: Anhui, Fujian. Guangdong, Guangxi, Guizhou, Hubei, Hunan, Jiangsu, Jiangxi, Sichuan, Yunnan, Zhejiang.

## Écologie
Elle croît au bord des sentiers et des ruisseaux, à la lisière des bois, entre 200 et 2 700 m.
C’est aussi une plante ornementale cultivée, très rarement en Chine, parfois en Occident.

## Propriétés
Comme dans les autres espèces du genre Buddleja, on trouve chez Buddleja lindleyana plusieurs terpénoïdes comme les buddlineterpènes A, B et C. Ont été isolés aussi, de l’acide vanillique, de l’acide octacosanoique daidzéine, divers dérivés de glucopyranoside, d’acide bétulinique.

## Utilisation
En Chine, Buddleja lindleyana, appelé 醉鱼草 zuì yú căo, est utilisé comme matière médicale (les fleurs 醉鱼草花 zui yu cao hua et les racines sous le nom de 七里香 qi li xiang).
Il existe aussi une utilisation comme insecticide des tiges et feuilles en infusion contre moustiques, mouches, asticots, pucerons et certaines maladies des plantes.
Ce Buddleia est cultivé comme plante ornementale. En occident, il a été supplanté par le buddleia de David et ses nombreux superbes cultivars.